# Saponaria floribunda
Saponaria floribunda är en nejlikväxtart som först beskrevs av Kar. Kir., och fick sitt nu gällande namn av Pierre Edmond Boissier. Saponaria floribunda ingår i släktet såpnejlikor, och familjen nejlikväxter. Inga underarter finns listade i Catalogue of Life.